# 蜜 (バンド)
蜜（みつ）は、日本の音楽バンド。所属レコードレーベルはユニバーサルミュージック。

## メンバー
| 名前                       | 生年月日              | 担当                     | 備考 |
| -------------------------- | --------------------- | ------------------------ | ---- |
| 木村ウニ （きむら うに）   | 1987年7月18日（38歳） | ボーカル、鍵盤ハーモニカ | B型  |
| 橋詰遼 （はしづめ りょう） | 1986年1月31日（39歳） | ボーカル、ギター         | O型  |

## 経歴
2005年10月、梅田バナナホールで行われた音楽コンテストTEENS' MUSIC FESTIVALに3人組ロックバンド「the hoey party monster」で出演していた木村ウニと、ソロで出演していた橋詰遼が出会う。このとき橋詰遼が歌ったのが、後にメジャーデビューシングルとなる「初恋かぷせる」である。
木村ウニが「初恋かぷせる」を歌うために橋詰遼に連絡をとり、2007年7月1日、南堀江knaveでふたりで初ライブを行う。大阪を拠点に活動を続け、FM802主催のサーキットイベント「MINAMI WHEEL」に3年連続出演。2011年10月、ミニアルバム『いくつかの恋』でインディーズデビュー。このアルバムに収録されている「Tasting of me」はあがた森魚が「大好きがやってくる (Tasting of Me)」と改題しカバーした。
2012年6月、シングル『初恋かぷせる』でEMIミュージック・ジャパン（現・ユニバーサルミュージック）からメジャーデビュー。2014年3月、インディーズに戻る。

## ディスコグラフィ

### 配信限定シングル
| 発売日         | タイトル                   | レーベル           |
| -------------- | -------------------------- | ------------------ |
| 2013年4月23日  | ハズミだした小さなエンジン | EMI Records        |
| 2013年6月5日   | ひとりぼっちのレース       | EMI Records        |
| 2013年7月3日   | 特別な人                   | EMI Records        |
| 2013年10月16日 | 箱の中のランデブー         | EMI Records        |
| 2013年11月6日  | 東京                       | EMI Records        |
| 2021年11月21日 | you know?                  | THE BONSAI RECORDS |
| 2022年5月5日   | What can I do?             | THE BONSAI RECORDS |

### 楽曲提供
| 発売日        | タイトル                                     | 収録曲                                         | 備考                                                                                                |
| ------------- | -------------------------------------------- | ---------------------------------------------- | --------------------------------------------------------------------------------------------------- |
| 2015年6月24日 | 岸谷香『DREAM』                              | VANITY FAIR                                    | 作詞：木村ウニ(蜜)/作曲：岸谷香                                                                     |
| 2017年7月26日 | 岸谷香『Dialogue〜涙の理由〜』               | Cast Hand                                      | 作詞：木村ウニ/作曲：岸谷香                                                                         |
| 2017年8月30日 | 工藤静香『凛』                               | Junk                                           | 作詞：岸谷香・木村ウニ、作曲：岸谷香、編曲：Naoki Itai                                              |
| 2018年1月24日 | 岸谷香『Unlock the girls』                   | Unlocked デロリアンドライブ BOY PARAISO! Signs | 作詞：岸谷香・木村ウニ/作曲：岸谷香 作詞：木村ウニ/作曲：岸谷香 作詞：岸谷香・木村ウニ/作曲：岸谷香 |
| 2019年5月1日  | 岸谷香『Unlock the girls 2』                 | バタフライ スターダスト また恋ができる         | 作詞：木村ウニ/作曲：岸谷香                                                                         |
| 2025年5月21日 | 岸谷香 『Unlock the girls 4 -ボディガード-』 | And the life goes on                           | 作詞：岸谷香、木村ウニ/作曲：岸谷香/編曲：高野勲                                                    |

## ミュージックビデオ
| 監督                                 | 曲名 |
| 柿本ケンサク                         | 「アセロラ」「ドキュメント!?謎の巨大蜂を追う 〜ハズミだした小さなエンジン〜」「パープルスカイ」「雨の中キッス」「初恋かぷせる」「特別な人」 |
| 柿本ケンサク / 稲垣理美 / 佐々木啓庄 | 「Tasting of me」 |
| 山辺真美                             | 「東京」「箱の中のランデブー」 |

## 主なライブ

### ワンマンライブ・主催イベント
- 蜜プレゼンツ 「voice dinner」
  - 2012年05月27日 - コース1

w/日本松ひとみ
  - 2012年06月06日 - コース2
  - 2012年06月07日 - コース3

w/theSing2YOU/TWO FOUR
  - 2012年07月14日 - コース4
  - 2012年09月13日 - コース5
  - 2012年09月21日 - コース7
  - 2013年03月03日 - コース8
  - 2013年03月03日 - コース9
  - 2013年03月08日 - コース10
  - 2013年03月17日 - コース11
  - 2013年06月30日 - コース14

w/雨先案内人
  - 2013年08月10日 - コース17
  - 2014年10月17日 - コース27
  - 2015年06月07日14:00 - コース30
  - 2015年06月07日18:00 - コース31
- 2012年 - 蜜 ～eAt me! tour2012～ “召しませコンサート”「見逃すべからず見届けてっ」
  - 11月16日 - 名古屋ell SIZE
  - 11月23日 - OSAKA MUSE
  - 12月05日 - 渋谷duo MUSIC EXCHANGE
- 2013年06月28日 - 蜜プレゼンツ「voice dinner EXTRA」vol.1
w/YeYe
- 2013年 - 2ndアルバム発売記念コンサート「HeとSheでShow」
- 2014年 - 蜜 2014アルバムツアー～キス アンド クライでSHOW～
- 2021年 - THE BONSAI RECORDS TOUR 2021 "凡才の盆栽"

### 出演イベント
- 2008年11月02日 - MINAMI WHEEL 2008
- 2009年07月04日 - 見放題2009
- 2009年10月30日 - 見な放題2009
- 2009年10月30日 - MINAMI WHEEL 2009
- 2010年07月03日 - 見放題2010
- 2010年11月13日 - MINAMI WHEEL 2010
- 2011年05月04日 - COMIN'KOBE11
- 2011年07月09日 - 見放題2011
- 2011年10月15日 - 見な放題2011
- 2011年10月15日 - MINAMI WHEEL 2011
- 2011年10月23日 - BOROFESTA 2011
- 2012年03月20日 - SANUKI ROCK COLOSSEUM～BUSTA CUP 3rd round～
- 2012年04月28日 - NEW BREEZE
- 2012年04月29日 - ARABAKI ROCK FEST.12
- 2012年04月30日 - SEBASTIAN X presents 「TOKYO春告ジャンボリー2012」
- 2012年05月24日 - 鴨葱Gワールド
- 2012年06月30日 - THEラブ人間 リリースツアー2012「恋に似ている」
- 2012年07月28日 - FUJI ROCK FESTIVAL '12
- 2012年10月12日・14日 - MINAMI WHEEL 2012
- 2012年11月01日 - LIVE! TOWER RECORDS 「Zepp! Step! SMA!」
- 2012年11月10日 - THEイナズマ戦隊プレゼンツ『NEO TIGER HOLE』
- 2012年12月23日 - THEラブ人間決起集会「下北沢にて'12」
- 2013年02月02日 - EMI ROCKS SENDAI
- 2013年02月09日 - WHAT's PUNCH LINE !? supported by Mega☆Rocks
- 2013年02月18日 - 唄 ～蜜 × わたなべだいすけ(D.W.ニコルズ) ～
- 2013年04月27日 - ARABAKI ROCK FEST.13
- 2013年06月09日 - SAKAE SP-RING 2013
- 2013年06月21日 - 女をなめんなよスペシャルvol.3
- 2013年06月27日 - ピロカルピン !-STATION SMASHBREAK presents "太陽と月のキャラバン" in磔磔
- 2013年07月31日 - 夏のVIVAYOUNG! 5DAYS 2013 ～だのに、夏はQueで踊りたい!
- 2013年08月09日 - WHAT's PUNCH LINE !? supported by Mega☆Rocks
- 2013年08月24日 - RADIO BERRY ベリテンライブ2013 ～宇都宮ESPRIT～
- 2013年08月28日 - 音霊 OTODAMA SEA STUDIO 2013 「スキマスイッチ×福原美穂 ～これはやばい!!!～」
- 2013年10月05日 - MEGA☆ROCKS 2013
- 2013年10月14日 - 東京カランコロン ワンマ ソフェス 2013
- 2013年10月31日 - 住岡梨奈 presents「NAMALA DABESA」vol.1
- 2013年11月24日 - 音がく探訪 vol.1
- 2013年12月20日 - WHAT's PUNCH LINE !?supported by Mega☆Rocks ～お歳暮ライブ～
- 2014年04月17日 - yuji nakada presents "THE SONG STATION～ロマンサーズ・アワー～"
- 2014年07月17日 - SMA 40th presentsスパゴー兄弟vsチャランポ姉妹
- 2014年07月19日 - wacci presents「君とシェア 2014 夏」
- 2014年07月21日 - HAPPY RAINY J-WAVE LIVE
- 2014年08月03日 - レッドシューズ in 湘南
- 2014年08月08日 - Nagoya Club Quattro 25th Anniversary
- 2014年08月23日 - MONSTER baSH 2014
- 2014年09月11日 - TORROAD ACOUSTIC NIGHTS 2014
- 2014年09月28日 - 中津川 THE SOLAR BUDOKAN 2014
- 2014年12月16日 - HOT STUFF presents Ruby Tuesday 3
- 2015年01月15日 - NEXT KOBE!!!
- 2015年02月25日 - 月見ル君想フpresents ビアンコネロ×蜜 ツーマンライブ
- 2015年03月07日 - mihoudai.tokyo'15
- 2015年05月17日 - 第4回パンダ音楽祭
- 2015年05月19日 - ウルフルケイスケ presents MAGICAL CHAIN 50 ～なんやかんやお世話になって50歳!!!!!～
- 2015年07月04日 - 見放題2015
- 2015年07月19日 - GFB'15
- 2015年08月20日 - Sendai Music Attack! -vol.4-
- 2015年08月27日 - ビアンコネロ 白と黒の蜜な関係
- 2015年11月04日 - OSAKA let's SING!
- 2015年11月23日 - 下北沢にて'15
- 2021年12月4日 - 下北沢にて'21

### インタビュー
- ナタリー(2012年6月)
- CINRA.NET(2012年6月)
- CINRA.NET(2012年10月)
- ナタリー(2012年11月)
- CINRA.NET(2013年7月)